# Ordem de Leopoldo II

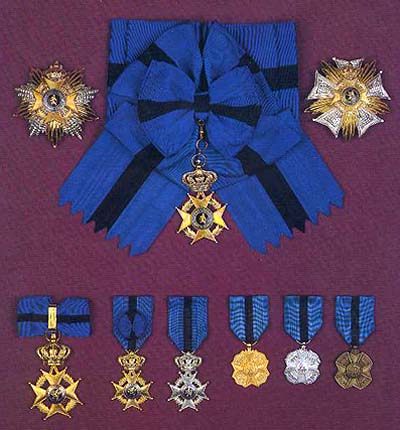
As diferentes medalhas da Ordem de Leopoldo II (ordre de Léopold II).

A Ordem de Leopoldo II (em francês: ordre de Léopold II; em flamengo: Orde van Leopold II) é uma ordem honorífica do Reino da Bélgica criada a 24 de Agosto de 1900 pelo rei Léopold II, na sua qualidade de soberano do Estado Livre do Congo. Em 1908, a Ordem foi integrada no conjunto das condecorações belgas.

## Enquadramento
A Ordem de Leopoldo II ocupa a terceira posição na hierarquia da ordens nacionais belgas actualmente em uso, posicionando-se após a Ordem de Leopoldo, a primeira ordem nacional belga, e a Ordem da Coroa. Na actualaidade a condecoração é conferida por decreto real (arrêté royal) por actos de mérito em favor do rei ou da casa real ou em recompensa por anos de serviço na função pública ou em actividade de destaque no sector privado. A ordem é ainda concedida aos militares em função dos anos de serviço e do posto atingido.

## Historial

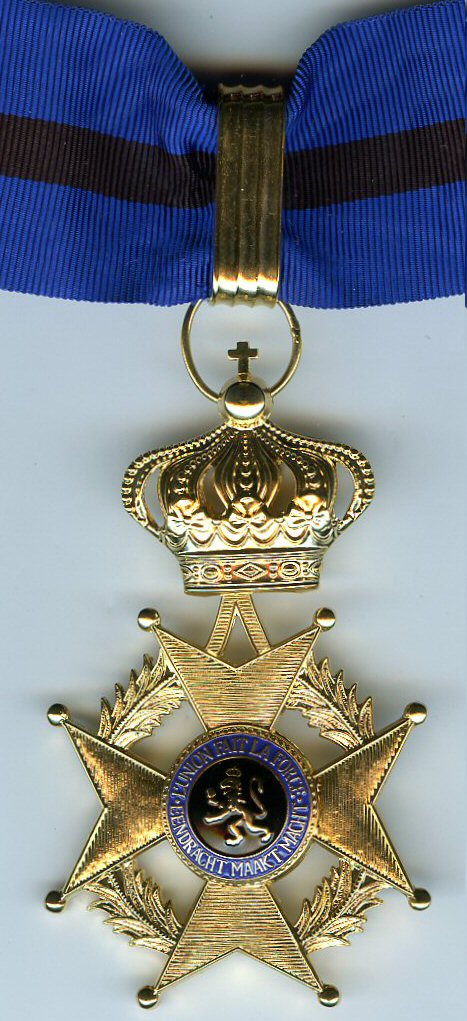
Pendente da Ordre de Léopold II (grau de comandante)

Inicialmente, o Decreto Real de 24 de Agosto de 1900 previa três classes para a Ordem de Leopoldo II, com uma cruz em ouro para os condecorados da primeira classe, uma cruz em prata para os da segunda classe e medalhas em ouro, prata e bronze para a terceira classe.
Por um decreto datado de 1 de Maio de 1903 a estrutura da Ordem foi transformada para aquela que existe actualmente, com cinco classe (grã-cruz, grande-oficial, comandante, oficial e cavaleiro) e três medalhas (ouro, prata e bronze).
A transferência da Ordem de Leopoldo II do Estado Livre do Congo para a esfera do Reino da Bélgica operou-se em 1908, não por lei ou decreto mas simplesmente pela substituição da divisa Travail et Progrès (Trabalho e Progresso) que aparece inscrita sobre o rebordo das medalhas da Ordem pela divisa da Bélgica, L’union fait la force (A união faz a força). A divisa belga ao tempo era monolingue.
Pelo Decreto Real de 24 de Outubro de 1951, sobre o emprego das línguas em matéria de condedocrações teve por efeito a susbtituição da divisa unilingue pela devisa bilingue L’union fait la force – Eendracht maakt macht sobre todas as concecorações da Ordem de Leopoldo II. A partir dessa data não foram introduzidas novas modificações.

## Estrutura
A Ordem compreende cinco classes:
- Grã-Cruz
- Grande-Oficial
- Comandante
- Oficial
- Cavaleiro

Existem três medalhas:
- Ouro
- Prata
- Bronze